# Dent d'Estibère-Male
Le dent d'Estibère-Male est un sommet des Pyrénées françaises.

## Géographie

### Topographie
Situé dans le département des Hautes-Pyrénées dans le massif du Néouvielle, près de Saint-Lary-Soulan dans le parc national des Pyrénées et près de la réserve naturelle nationale du Néouvielle.

## Voies d'accès
Le sommet est accessible au départ du lac Tourrat.